# Comuna Prîvillea, Troițke
Berezivka (în ucraineană Березівка) este o comună în raionul Troițke, regiunea Luhansk, Ucraina, formată din satele Berezivka, Holovkove, Kîianove, Krasna Ceapliivka, Luhove, Prîvillea (reședința), Șahove și Vilșanî.

## Demografie
Componența lingvistică a comunei Berezivka
     Ucraineană (86,91%)
     Rusă (13,01%)
     Alte limbi (0,07%)
Conform recensământului din 2001, majoritatea populației comunei Berezivka era vorbitoare de ucraineană (86,91%), existând în minoritate și vorbitori de rusă (13,01%).